# فرانک اسمال (دوچرخه‌سوار)
فرانک اسمال (انگلیسی: Frank Small; ۱۸ آوریل ۱۸۹۵ – ژانویه ۱۹۷۱) دوچرخه‌سوار اهل ایالات متحده آمریکا بود. وی در بازی‌های المپیک تابستانی ۱۹۲۰ شرکت کرده است.